# فرانسيسكو زويلا
فرانسيسكو زويلا (بالبرتغالية: Francisco Zuela‏) (3 أغسطس 1983 أنغولا - ) هو لاعب كرة قدم أنغولي، يلعب كمدافع، شارك في كأس الأمم الأفريقية 2010.

## روابط خارجية
- فرانسيسكو زويلا على موقع قاعدة بيانات كرة القدم.إي يو (الإنجليزية)
- فرانسيسكو زويلا على موقع ناشيونال فوتبول تيمز (الإنجليزية)
- فرانسيسكو زويلا على موقع Soccerway.com (الإنجليزية)